# Echinochalina spongiosa
Echinochalina spongiosa är en svampdjursart som först beskrevs av Arthur Dendy 1896.  Echinochalina spongiosa ingår i släktet Echinochalina och familjen Microcionidae.
Artens utbredningsområde är Victoria, Australien. Inga underarter finns listade i Catalogue of Life.